# Ligue de la jeune République
A "Ligue de la Jeune République" (Liga da Jovem República) foi um partido político francês, fundado no dia 1º de julho de 1912, por Marc Sangnier.
Surgiu depois que "Le Sillon" foi condenado pelo Papa Pio X, em janeiro de 1910, por meio da "Acta Apostolicae Sedis".
O primeiro círculo dirigente também contava com: Henry du Roure, Léonard Constant, Georges Hoog e Germaine Malaterre-Sellier. 
Era uma expressão do catolicismo social, que defendia a melhoria das condições de moradia nos bairros populares, era contrária ao trabalho noturno feminino, fazia campanhas contra alcoolismo, defendia a educação igual para todos, o cooperativismo, sindicalização, jornada de oito horas, o descanso semanal remunerado, o direito à aposentadoria e um conjunto de leis trabalhistas denominado como "Carta do Empregado".
Era favorável à representação proporcional e à extinção do Senado, que seria substituído por uma Câmara de interesses econômicos e sociais.
Lutava contra todas as formas de racismo, incluindo o antissemitismo, que ainda prevalecia nos círculos católicos, além de apoiar os movimentos de protesto nas colônias.
Apoiava o socialismo "personalista" defendido por Emmanuel Mounier.
Nas eleições de novembro de 1919, elegeu os seguintes deputados: Marc Sangnier, Édouard Soulier, Marcel Leger, Joseph Pouzin e Joseph Defos du Rau.
Nas eleições de 1924, não elegeu nenhum deputado.
Nas eleições de 1928, elegeu apenas Louis Rolland.
Nas eleições de 1932, elegeu apenas Guy Menant.
Em 1936, passou a se denominar como "Parti de la Jeune République" (Partido da Jovem República) e apoiou a Frente Popular.
Nas eleições de 1936, elegeu Paul Boulet, Jean Leroy, Philippe Serre e Albert Blanchoin.
Durante a legislatura, dois outros deputados se juntaram ao partido: Maurice Montel e Maurice Delom-Sorbé
Em 10 de julho de 1940, quatro de seus deputados votaram contra a concessão de plenos poderes ao Marechal Pétain:  Philippe Serre, André Leconte, Maurice Delom-Sorbé, Maurice Montel e Paul Boulet. Na ocasião, Jean Leroy e Albert Blanchoin, que havia se desligado do partido e se juntado ao "Parti démocrate populaire (France)" (Partido Democrático Popular), não puderam votar pois encontravam-se presos pelos alemães.
Durante a ocupação da França pela Alemanha Nazista (1940-1944), muitos de seus integrantes se juntaram à Resistência Francesa.
Após a Libertação da França (1944), começou a publicar um jornal semanal, denominado como: "La Jeune République" (A Jovem República).
Nas eleições de outubro de 1945, elegeu Maurice Lacroix, Lucien Rose, Antoine Avinin, Maurice Delom-Sorbé e Eugène Claudius-Petit .
Em maio de 1946, o deputado Pierre Bourdan juntou-se à agremiação.
Depois da perda de vários militantes para a "Union démocratique et socialiste de la Résistance" (União Democrática e Socialista da Resistência), elegeu apenas Pierre Bourdan na eleição de 1946.
Entre de 1944 e 1960, foi presidida por Maurice Lacroix.
Entre 1945 e 1949, teve Lucien Rose como Secretário Geral.
Em 1950, juntaram-se à agremiação dissidentes do  "Mouvement républicain populaire" (Movimento Republicano Popular), como os deputados: Léo Hamon, Charles d'Aragon e Abbé Pierre.
Durante a Guerra de Independência Argelina (1954-1962), se posicionou favorável à retirada das tropas francesas e favorável à descolonização.
Em 1957, uniu-se com o "Mouvement de libération du peuple" (Movimento de Libertação do Povo) e com o "Mouvement Uni de la Nouvelle Gauche" (Movimento Unido da Nova Esquerda) para formar a "Union de la gauche socialiste" (União da Esquerda Socialista) .
Entre 1960 e 1985, teve Claude-Roland Souchet como Secretário Geral.
Em 1981, se recusou a se fundir com o Partido Socialista (França).
Em 1985, encerrou suas atividades, sem se extinguir formalmente .